# De Gerando Ágost
De Gerando Ágost, eredetileg Auguste de Gérando (Lyon, 1819. április 4. – Drezda, 1849. december 8.) francia esszéíró, földbirtokos, a Magyar Tudományos Akadémia külső tagja. Felesége, gróf Teleki Emma hatására kezdett foglalkozni a magyar történelemmel, illetve politikai viszonyokkal, és az 1848–49-es forradalom és szabadságharc során igyekezett a diplomácia és publicisztika eszközével szolgálni a magyar ügyet. Lánya, De Gerando Antonina, a kolozsvári felsőbb leányiskola első igazgatója, műfordításaival járult hozzá a francia és a magyar kultúra közeledéséhez.

## Élete
Lyonban élő nemesi családból származott, amelyet a hagyomány spanyol eredetűnek tart. Nagyapja, Antoine Benoît de Gerando amellett, hogy gazdag földbirtokos volt, építészként tevékenykedett. Auguste apja, Antoine az olasz Barberi grófi családból nősült. A napóleoni háborúk alatt különböző vállalkozásokkal elvesztette az örökölt vagyont; ezt követően adótisztviselőként dolgozott. Halálakor öt gyermek maradt utána, közülük Auguste négyéves volt. Az anya és öt gyermeke a Párizs melletti Thais városkába költöztek.
Auguste nyolcéves korától a versailles-i királyi kollégiumban tanult, ahol jó előmenetele következtében ösztöndíjat nyert. Ezt követően nagybátyjához, a filozófus és pedagógus Joseph-Marie de Gerando báróhoz költözött Párizsba, és a jogi karra iratkozott be. A hajlamai ugyan inkább a történelem felé vonzották, de nagybátyja és egyben gyámja, aki maga is állami hivatalnokként dolgozott, a jogot biztosabb pályának tartotta.
Amikor utolsó vizsgáit tette le, megismerkedett Teleki Emma grófnővel, aki nagynénjével, Brunszvik Teréz grófnővel európai utazása során felkereste az idős tudóst. A fiatalok egymásba szerettek, de a kapcsolatot mindkét család ellenezte. De Gerandóék fiatalnak tartották Auguste-öt a házasságra, ráadásul jövendőbelije tíz évvel idősebb volt nála (ebből hatot letagadott), a lány családját pedig a fiatalember vagyontalansága és gyenge egészségi állapota aggasztotta. Egy évig tartott, amíg a két család ellenkezését legyőzve, 1840. május 14-én házasságot kötöttek.
A fiatal házasok Erdélybe utaztak, és néhány napi kendilónai pihenő után a Szatmár megyei Kővárhosszúfalván telepedtek le, ahol Emma apjának, Teleki Imre grófnak a birtoka volt. Első nyáron körutazást tettek Erdélyben Teleki Blanka társaságában; Auguste de Gerando valószínűleg ekkor határozta el, hogy a francia olvasók számára felesége hazájáról írjon. 1840 őszén azonban vissza kellett térnie Franciaországba, mert a keleti válság miatt mozgósítást rendeltek el, ami rá is vonatkozott. Gyenge egészségi állapota miatt felmentést kapott a katonai szolgálat alól, így 1841 tavaszán visszatért Erdélybe. Érdeklődéssel figyelte az 1841-ben összeült erdélyi rendi országgyűlés munkálatait, amelyről így írt: „Ebben az országban a nemesek önként azon fáradoznak, hogy csökkentsék a távolságot, amely elválasztja őket a néptől.” De Gerando erdélyi tartózkodása alatt megtanult magyarul és románul (a korábban már ismert német, olasz és latin mellett), és több könyvön dolgozott egyszerre.
Mivel 1842 novemberében meghalt De Gerando báró, majd 1843 tavaszán Auguste édesanyja is, feleségével együtt Franciaországba utaztak a családi ügyek intézésére. Két évig maradtak itt, közben 1845. február 13-án megszületett első gyermekük, Antonina. Párizsi tartózkodásuk alatt baráti kapcsolatba kerültek Jules Michelet történésszel, akinek az előadásaira is eljártak a Collège de France-ba, és akinek szemlélete jelentős hatással volt De Gerando politikai gondolkodására. Baráti körükhöz tartozott még Alfred Dumesnil művészettörténész (Michelet veje), Edgar Quinet történész, Adam Mickiewicz költő, Léon Faucher politikus és François Génin, filológus, a National szerkesztője. De Gerando ebben az időszakban fejezte be két, Magyarországon elkezdett művét: Essai historique sur l’origine des Hongrois, amely 1844 elején jelent meg, illetve a kétkötetes La Transylvanie et ses habitants, amelyet 1845-ben adtak ki. Ez utóbbiból a La Révue Indépendante is közölt egy fejezetet, Les Valaques en Transylvanie címmel.
A család 1845. március 16-án érkezett vissza Pestre. A következő három évben, leszámítva egy tartósabb kővárhosszúfalvi tartózkodást 1846-ban, itt laktak és innen tettek utazásokat Magyarország különböző részeire. 1846. december 10-én Pesten született második gyermekük, Émeric Auguste, akit a családban Attilának neveztek. Ez év december 18-án a Magyar Tudós Társaság külső taggá választotta de Gerandót, nem annyira tudományos munkássága miatt, hanem Magyarországot népszerűsítő munkáit tekintve, amelyeknek folytatását remélték: „oly külföldi tudósokat vesz fel kebelébe, kik magyar tárgyakkal már eddig is foglalkoztak, s kikről méltán feltehetni, hogy a magy. Academia tagsága által magokat megtisztelteknek érezvén, a kezdett pályán még nagyobb buzgalmat fognak kifejteni.” A Magyarországon töltött idő alatt jelen voltak több politikai eseményen, látogatták az arisztokrata szalonokat, de kapcsolatban álltak kevésbé előkelő személyekkel is, így például Karacs Terézzel, Leövey Klárával, Vasvári Pállal, Lukács Móriccal és Toldy Ferenccel. A francia lapoknak küldött tudósításai mellett három könyvön is dolgozott egyidejűleg: L'Esprit public en Hongrie depuis la révolution française, La Hongrie pittoresque és La Hongrie. Két utóbbi művét nem adták ki, de a La Hongrie-ből néhány fejezet megjelent 1849-ben a National című lapban.
Az 1848. februári forradalom hírére De Gerando Párizsba utazott, de előtte Pesten tájékozódott a magyarországi eseményekről. Az volt a szándéka, hogy a magyar forradalomnak külföldi támogatást szerezzen: „Most, hogy Magyarországnak az országban székelő, felelős kormánya van, most, hogy különvált Ausztriától, kapcsolatot fog létesíteni külföldi országokkal. Anglia hamarosan konzult küld. Franciaországnak is küldenie kell egyet, és én szeretnék Párizsban lenni, hogy megismertessem az országot azzal, aki utasítást ad képviselőnknek.” 1848. május végén érkezett Párizsba, ahol egyrészt a National belső munkatársaként magyar vonatkozású cikkeket írt, másrészt igyekezett kapcsolatba kerülni a francia diplomácia vezetőivel.
1848. augusztus végén De Gerando a francia kormány megbízásából Pestre utazott, hogy előkészítse a két ország hivatalos kapcsolatba lépését. Ténykedése sikerrel járt, így augusztus 29-én Batthyány Lajos miniszterelnök a magyar kormány megbízottjaként Párizsba küldte Teleki László grófot. De Gerando egy rövid bécsi küldetés után a magyarországi helyzetről tudósította Jules Bastide francia külügyminisztert, majd visszautazott Párizsba, és igyekezett Teleki útját egyengetni. 1848 októberében a francia kormány megbízásából Bécsbe érkezett, de a francia-osztrák viszony javulásával Franciaország számára Magyarország veszített jelentőségéből, így De Gerando visszatért Párizsba.
Ezt követően a National hasábjain megjelent cikkeiben igyekezett megnyerni a szlávok iránt elfogult közvéleményt a magyar ügy számára. Részt vett ugyanakkor Boldényi József (valódi nevén ifj. Szabó Pál) La Hongrie illetve La Hongrie en 1848. recueil politique, historique et littéraire című, rövid életű hetilapjainak szerkesztésében is. Ugyanakkor személyes beszélgetésekkel, az érdeklődőknek nyújtott konzultációkkal is próbált támogatókat szerezni a magyar ügy számára.
1849 januárjában a gyenge fizikumú De Gerando megbetegedett, és bátyjához utazott Nancyba, hogy ott töltse a tél végét és erőre kapjon. Vidéki ottléte alatt arra az elhatározásra jutott, hogy Magyarországra kell utaznia, mert ott hasznosabb tevékenységet tud folytatni. Előbb még pár hónapot töltött Párizsban, majd július 8-án hamis útlevéllel Magyarországra indult. Korábbi életrajzai, amelyek kivétel nélkül Teleki Emma visszaemlékezésein alapulnak, úgy tartják, hogy beállt Klapka György seregébe, esetleg a 7. zászlóaljba, és részt vett a győri csatában, ahol megmentette a magyar zászlót. Rubin Péter azonban, De Gerando levelei és a korral foglalkozó történeti források alapján azt valószínűsíti, hogy De Gerando a francia kormány megbízásából Kossuth Lajosnak hozott volna iratokat, és özvegye az emlékiratokban azért ködösített, hogy ne kompromittálja a franciákat.
A világosi fegyverletétel után De Gerando titokban elhagyta Magyarországot, de Franciaországba nem akart visszatérni, mivel véleménye szerint az ország cserben hagyta a szabadságért küzdő magyarokat. Elkeseredett és fizikailag legyengült állapotban megfordult Augsburgban, Nürnbergben, Lipcsében és Drezdában. Itt végre találkozhatott feleségével és gyermekeivel, akikről korábban – a szabadságharc leverése után időszakban – hírt sem nagyon kapott. Így élete utolsó heteit családja körében tölthette. December 8-án hunyt el.

## Politikai nézetei
Politikai nézeteit alapvetően az 1789-es francia forradalom, illetve a magyar reformkor liberális szellemisége határozta meg. Nagy hatással voltak rá Jules Michelet előadásai a szabadságról, a nemzeti függetlenségi törekvések jogosságáról, a köztársaságról. Meggyőződése volt továbbá, hogy franciaként kötelessége a szabadságeszmék terjesztése. A L'Esprit public en Hongrie depuis la révolution française című munkájában rokonszenvvel írt a magyar jakobinusok mozgalmáról, amelyet azonban korainak tartott. A kor politikusai közül Wesselényi Miklóshoz állt a legközelebb, de elismeréssel adózott Deák Ferencnek, Eötvös Józsefnek, Batthyány Lajosnak és Teleki Lászlónak is. A kor magyar társadalmát foglalkoztató nagy kérdéseket, például a jobbágyok felszabadítását és a vármegyerendszer közigazgatási reformját leegyszerűsítő romantikus lelkesedéssel és naiv optimizmussal ítélte meg. Ugyanakkor nem osztotta a magyarok véleményét a szlávoktól való félelmet és a románok lebecsülését illetően. Azokban az esetekben azonban, amikor választania kellett az egyes nemzetiségek iránti rokonszenve és a magyarok iránti elfogultság között, ez utóbbi pártjára állt. A szociális és gazdasági kérdések kívül estek a látókörén; a nemzetközi vonatkozásokat viszont éles szemmel figyelte meg.

## Emlékezete

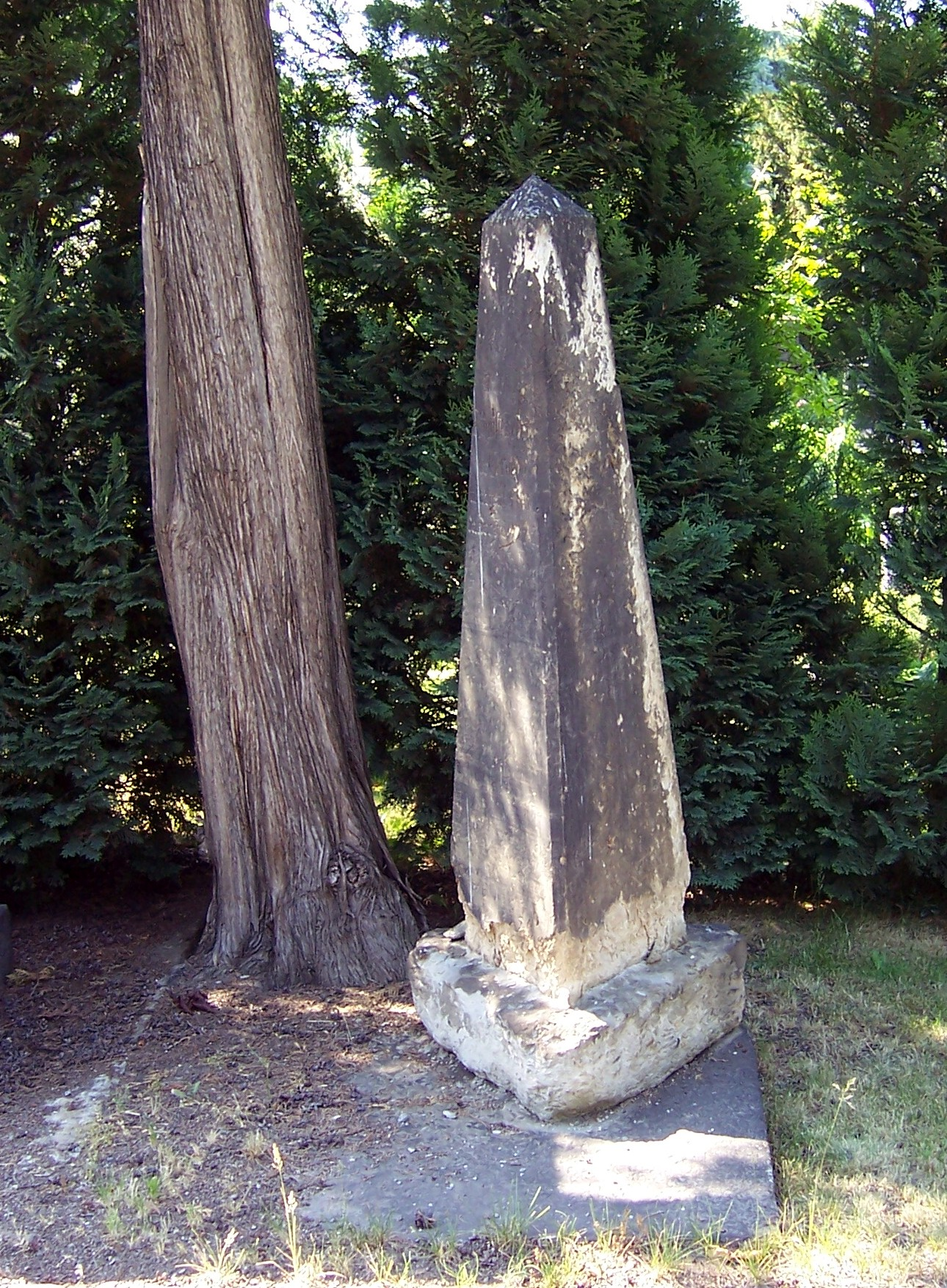
Sírköve a drezdai katolikus temetőben

Röviddel De Gerando halálhírének érkezése után, Jules Michelet emlékbeszédet mondott róla a Collège de France-ban; ennek rövidített szövegét a National 1850. január 8-án közölte. Ezen kívül két helyen megemlékezett barátjáról A francia forradalom története című művében. A Magyar Tudományos Akadémiában Lukács Móric tartotta a róla szóló emlékbeszédet 1860. május 7-én. Az Akadémia éremtárában őriztek egy De Gerandót ábrázoló érmet, amely Teleki Blanka tulajdona volt, ez azonban a második világháború során, Budapest ostroma alatt elveszett. Az érem nyomán készült az a kép, amely a Vasárnapi Ujságban 1872-ben megjelent életrajzi cikkét illusztrálta.
Mivel a 19. századi francia írók közül ő volt az egyedüli, aki tudott magyarul és magyar nyelvű forrásokat használt, a század második felében számos francia szerző tájékozódott munkáiból. A 20. századra azonban a De Gerando iránti érdeklődés alábbhagyott; a francia kézikönyvekben és lexikonokban már nem szerepel.
A szatmárpálfalvi református templom kertjében álló sztélén, amely Balogh István alkotása, Teleki Blanka és Teleki Emma arcképe mellett De Gerando Ágost portréja található. A martonvásári Brunszvik-Habsburg-Dreher-kastély parkjában az MTA Mezőgazdasági Kutatóintézete állíttatott neki emléket.

## Munkái

### Könyvek
- Néhány észrevétel Báró Wesselényinek ezen munkájára: „Szózat a’ magyar és szláv nemzetiség ügyében”, és a’ magyar és szlávokhoz intézett tanács egy idegen baráttól. Lipcse: Wigand Ottó. 1843 (névtelenül)
- Essai historique sur l'origine des Hongrois. Párizs: Imprimeurs-Unis. 1844
- La Transylvanie et ses habitants. Párizs: Imprimeurs-Unis. 1845. Két kötet.
- L'Esprit public en Hongrie depuis la révolution française. Párizs: Imprimeurs-Unis. 1848
- Politikai közszellem Magyarhonban, a franczia forradalom óta, 1-2.; Emich, Pest, 1848
- Erdély és az erdélyiek; ford., szöveggond. Gajda Péter; Kriterion, Kolozsvár, 2018

### Neki tulajdonított könyvek
- Pest. Egy tiszaháti magyar’ őszinte megjegyzései a’ hazafiság, utánzási kór és nevelés felett. Lipcse – Pest – Pozsony, 1846
- Question austro-hongroise et intervention russe. Párizs, 1849

### Cikkek
- Les Valaques en Transylvanie. Revue Indépendante. 1845. XVIII. 551–572.
- La question des nationalités en Hongrie. La Hongrie en 1848. 5–11.
- De l’organisation de l’armée hongroise. La Hongrie en 1848. 89–96.
- Les Steppes de Hongrie. Le National. (folytatásokban jelent meg 1849. június 17. és augusztus 26. között)